# Mars Needs Moms
Mars Needs Moms (prt: Mães Precisam-se... em Marte; bra: Marte Precisa de Mães) é um filme de animação estadunidense de 2011, dos gêneros ficção científica e aventura, dirigido por Simon Wells, com roteiro dele e de Sandy Wells baseado no livro infantil homônimo de Berkeley Breathed.

## Sinopse
Milo tem 11 anos e só aprende a valorizar sua mãe quando ela é abduzida por marcianos que pretendem se apoderar de sua essência maternal para criar suas crianças.

## Elenco
| Personagem           | Voz                          |
| -------------------- | ---------------------------- |
| Milo                 | Seth Green                   |
| Lissa                | Joan Cusack                  |
| Pai De Milo          | Tom Everett Scott            |
| Ki                   | Elisabeth Harnois            |
| Gribble              | Dan Fogler                   |
| Supervisora          | Mindy Sterling               |
| Marcianos Hatchilngs | Ryan, Robert e Raymond Ochoa |
| Marcianos Robôs      | Liam e Edgar Wells           |
| Two-Cat              | Dee Bradley Baker            |